# Diocese de Assis
A Diocese de Assis (Dioecesis Assisensis) é uma circunscrição eclesiástica da Igreja Católica no Brasil, pertencente à Província Eclesiástica de Botucatu e ao Conselho Episcopal Regional Sul I da Conferência Nacional dos Bispos do Brasil, sendo sufragânea da Arquidiocese de Botucatu. A sé episcopal está na Catedral do Sagrado Coração de Jesus, na cidade de Assis, no estado de São Paulo.

## História
A diocese de Assis foi  criada pelo Papa Pio XI, por meio da Constituição Apostólica Sollicitudo universalis Ecclesiae, de 30 de novembro de 1928, a partir de território desmembrado da então Diocese de Botucatu.

## Bispos
| #               | Nome                          | Período    | Notas                         |        |
| Bispos          | Bispos                        | Bispos     | Bispos                        | Bispos |
| --------------- | ----------------------------- | ---------- | ----------------------------- | ------ |
| 6º              | Argemiro de Azevedo, C.M.F    | 2017–atual |                               |        |
| 5º              | José Benedito Simão           | 2009–2015  | Faleceu                       |        |
| 4º              | Maurício Grotto de Camargo    | 2004–2008  | Nomeado Arcebispo de Botucatu |        |
| 3º              | Antônio de Souza, C.S.S.      | 1977–2004  | Bispo emérito                 |        |
| 2º              | José Lázaro Neves, C.M.       | 1956–1977  |                               |        |
| 1°              | Antônio José dos Santos, C.M. | 1929–1956  |                               |        |
| Bispo-coadjutor |                               |            |                               |        |
|                 | Maurício Grotto de Camargo    | 2000–2004  |                               |        |
|                 | Antônio de Souza, C.S.S.      | 1974–1977  |                               |        |
|                 | José Lázaro Neves, C.M.       | 1952–1956  |                               |        |
| Bispo-auxiliar  |                               |            |                               |        |
|                 | Eugène Lambert Adrian Rixen   | 1995–1998  | Nomeado Bispo de Goiás        |        |
|                 | José Lázaro Neves, C.M.       | 1948–1952  | Elevado a Bispo-coadjutor     |        |

## Municípios
Região Pastoral 1:
- Assis
- Cândido Mota

Região Pastoral 2:
- Iepê
- João Ramalho
- Paraguaçu Paulista
- Quatá
- Rancharia
- Borá

Região Pastoral 3:
- Cruzália
- Florínea
- Maracaí
- Pedrinhas Paulista
- São José das Laranjeiras
- Tarumã

Região Pastoral 4:
- Echaporã
- Lutécia
- Oscar Bressane
- Palmital
- Platina